# 射堅
射堅（？—？），字文固，扶風郡人，射援兄，年少時就有美好的名聲，被徵辟到三公府擔任黃門侍郎。官至蜀郡太守 。

## 生平
其祖先謝服，與中原的謝姓同族。謝服是一個將軍，皇帝認為「謝服」這名字不好，便賜姓為射。獻帝之初，三輔飢亂，射堅辭官，與其弟射援遷入蜀投靠劉璋。劉璋任命射堅擔任長史。劉備入蜀後，任命射堅擔任廣漢太守，官至蜀郡太守。